# Momordica trifoliolata
Momordica trifoliolata är en gurkväxtart som beskrevs av Joseph Dalton Hooker. Momordica trifoliolata ingår i släktet Momordica och familjen gurkväxter. Inga underarter finns listade i Catalogue of Life.

## Bildgalleri

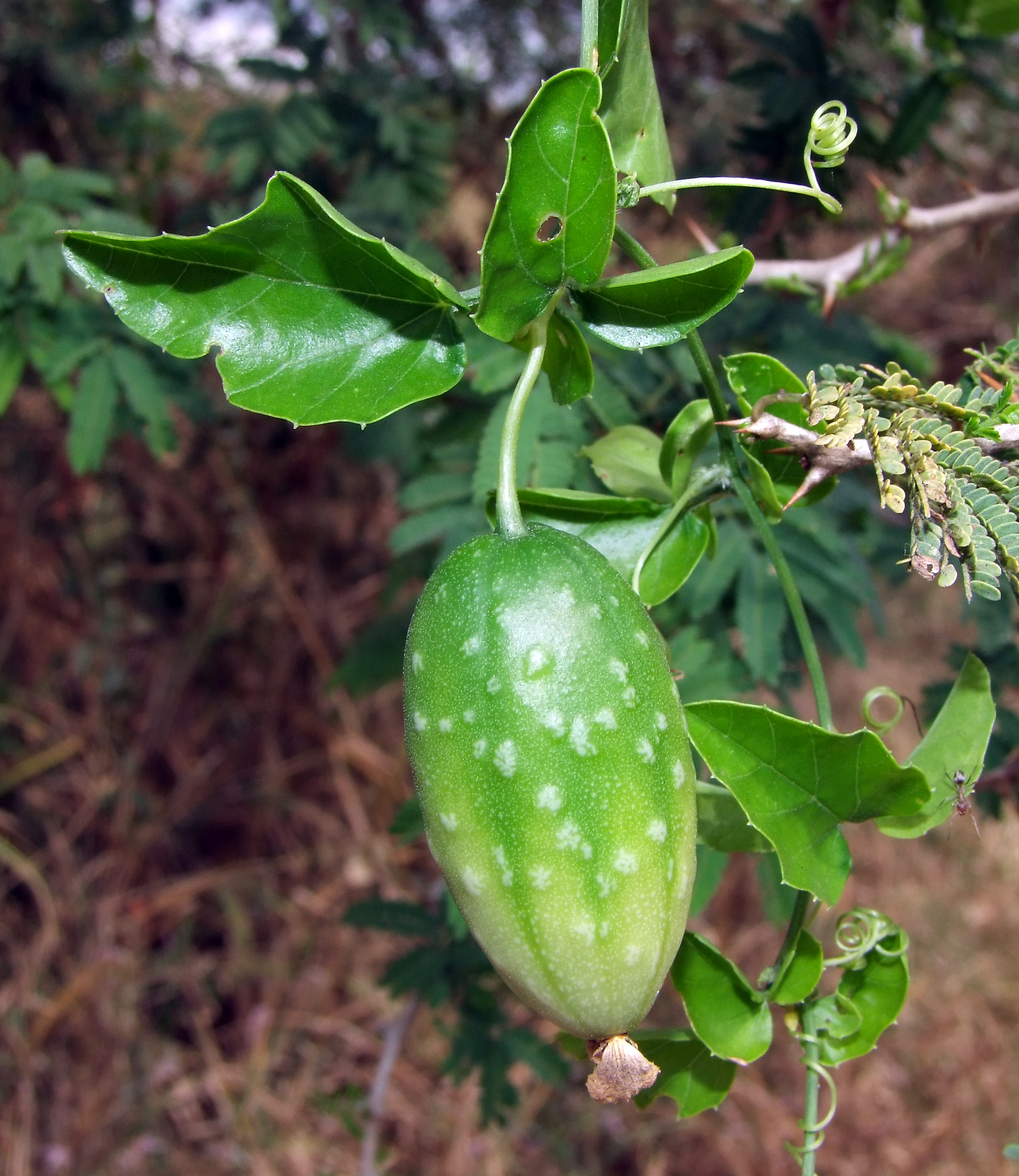
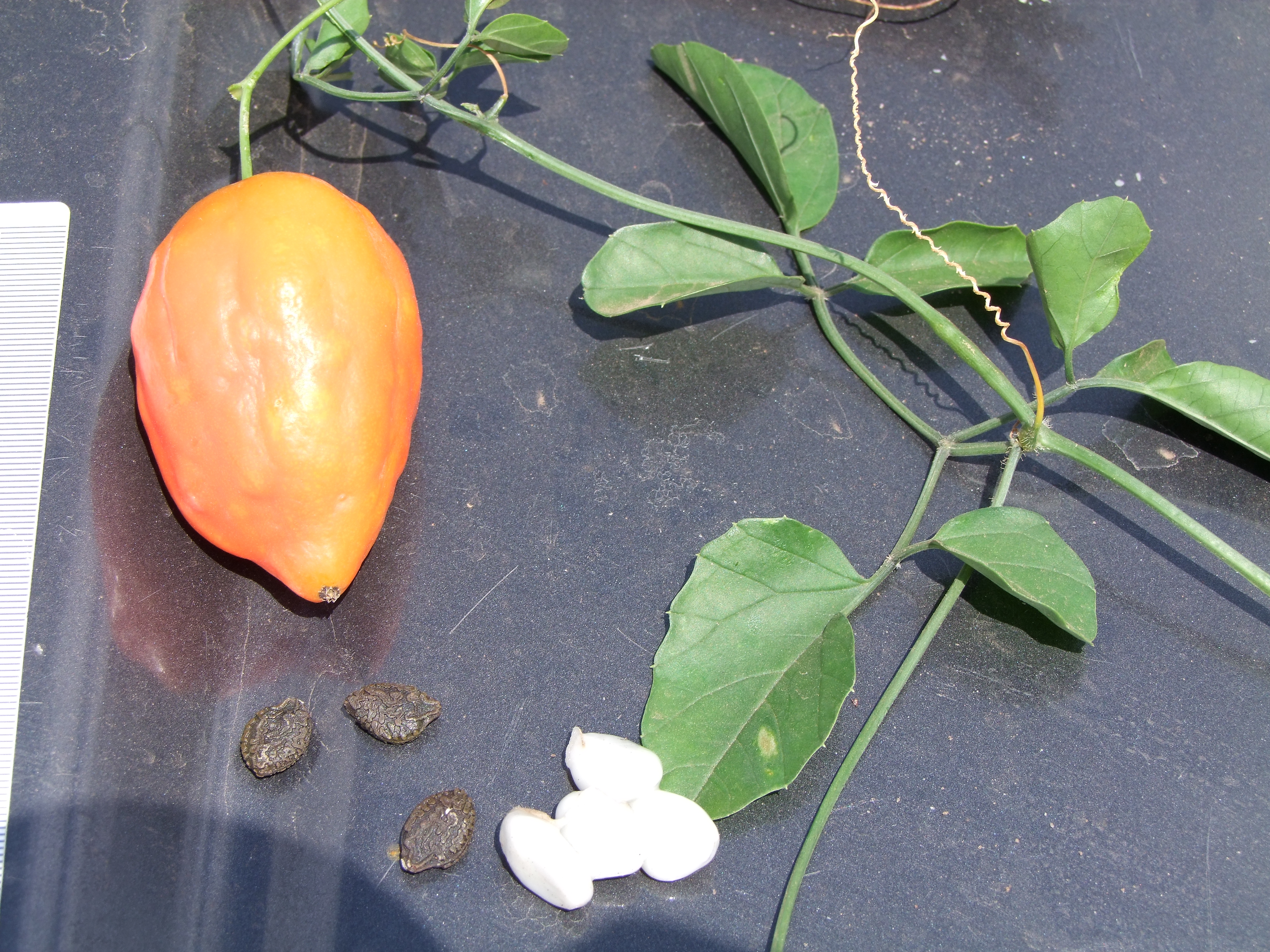